# 1334 Lundmarka
1334 Lundmarka eller 1934 OB är en asteroid i huvudbältet, som upptäcktes 16 juli 1934 av den tyske astronomen Karl Wilhelm Reinmuth i Heidelberg. Den har fått sitt namn efter den svenske astronomen Knut Lundmark.
Asteroiden har en diameter på ungefär 9 kilometer.